# Yinshania rupicola
Yinshania rupicola är en korsblommig växtart som först beskrevs av D.C. Zhang och J.Z. Shao, och fick sitt nu gällande namn av Al-shehbaz, G. Yang, L.L. Lu och Tai Yien Cheo. Yinshania rupicola ingår i släktet Yinshania och familjen korsblommiga växter.

## Underarter
Arten delas in i följande underarter:
- Y. r. rupicola
- Y. r. shuangpaiensis